# Doppelhüllenschiff

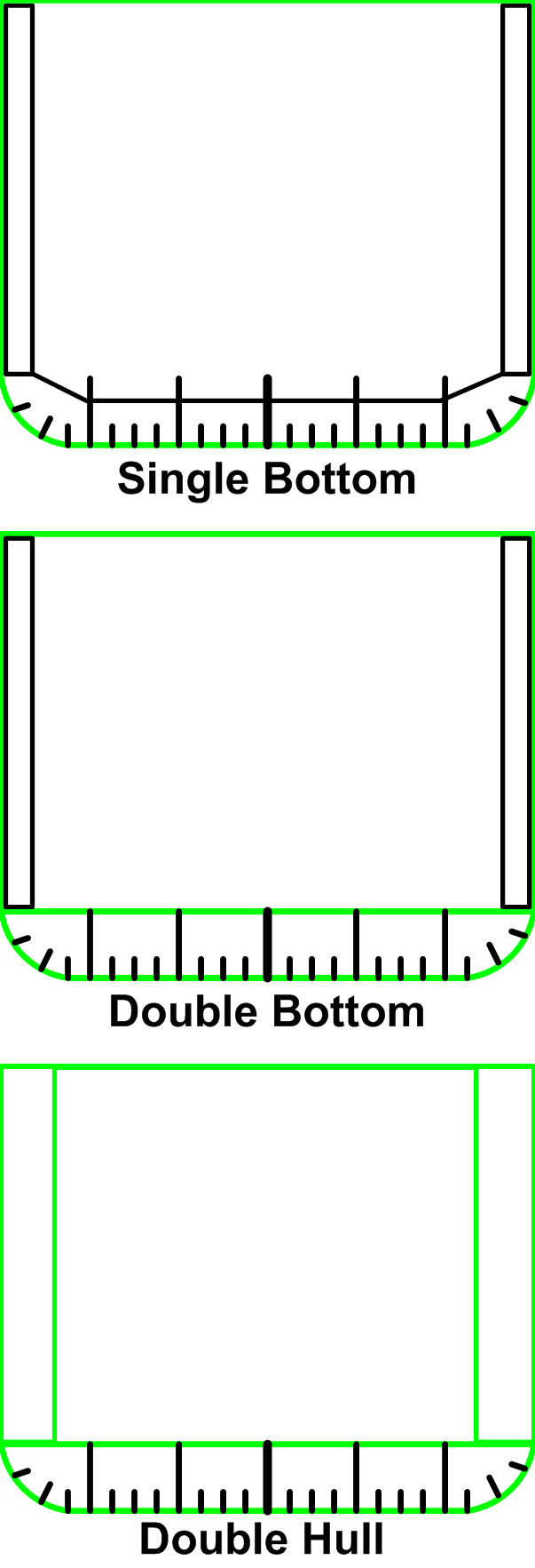
Schiffsquerschnitte
Oben: Einhüllenschiff
Mitte: Schiff mit Doppelboden
Unten: Doppelhüllenschiff
Grün: wasserdichter Schiffsverband
Schwarz: tragender Schiffsverband

Ein Doppelhüllenschiff, auch Zweihüllenschiff genannt, ist ein Schiff mit redundant konstruierter Außenhülle. Der Hauptgrund für den Bau von Doppelhüllenschiffen ist die höhere Sicherheit im Fall einer Kollision oder einer Grundberührung.

## Beschreibung

### Vorgeschichte
Doppelhüllenschiffe sind so konstruiert, dass sie außer der Außenhaut und den Längs- und Querverbänden über zusätzliche Schotten und Decks verfügen, die eine komplette zweite Hülle bilden. Sollte die Außenhaut des Schiffes durch einen Seeunfall beschädigt werden, so soll die zweite Hülle das Volllaufen von größeren Teilen des Schiffs, beziehungsweise ein Austreten der Ladung verhindern.
Angefangen mit der Great Eastern, die als erster Doppelhüllendampfer der Welt gelten darf und 1858 ihrer Zeit Jahrzehnte voraus war, waren die Entwicklungsschritte zum Doppelhüllenschiff zunächst keine direkten Sicherheitsentwicklungen, sondern wurden aus wirtschaftlichen Gründen vorgenommen. Der erste Schritt war ursprünglich der Bau von Schiffen mit Doppelboden. Dieser wurde genutzt, um Ballastwasser aufnehmen zu können. Später wurden doppelwandige Tanker für den Transport von heißen Gütern, wie Bitumen, Melasse oder Paraffin gebaut. Hier bot die Doppelhülle eine Verbesserung der Wärmedämmung und damit eine Brennstoffeinsparung.

### Gesetzgebung
Nach immer wieder eintretenden Tankerunfällen gab die Strandung der Exxon Valdez im Jahr 1989 den letzten Impuls zur Einführung von Doppelhüllen-Tankern. Die USA beschlossen im Jahr 1990 den Oil Pollution Act (OPA 90), der Doppelhüllen für neue Öltankschiffe und nach Altersgrenzen auch für bestehende Schiffe vorschreibt. Die Internationale Seeschifffahrts-Organisation (IMO) beschloss daraufhin 1992 im Internationalen Übereinkommen zur Verhütung der Meeresverschmutzung durch Schiffe (MARPOL), dass weltweit alle Tanker ab einer bestimmten Größe, die ab Juli 1996 abgeliefert wurden, eine Doppelhülle haben mussten. Nach dem Sinken der Erika im Jahr 1999 erweiterte die IMO den Beschluss 2001 dahingehend, dass ab 2015 nur noch Doppelhüllen-Tanker betrieben werden dürfen.

### Weitergehende Anwendung
Als Ballasttank hat sich die Doppelhülle auch beim Bau anderer Schiffstypen, wie beispielsweise Containerschiffen durchgesetzt. In der Nutzung der Doppelhülle als Ballasttank liegt eine der Gefahren des Konzeptes. Durch das Befüllen mit Seewasser sind die Innenwände der Tanks sehr korrosiongefährdet, was regelmäßige Kontrollen und Schutzanstriche erforderlich macht.